# Tsendiin Damdin
Tsendiin Damdin (mongol : Цэндийн Дамдин), né le 31 mars 1957 à Binder Sum, est un judoka mongol.

## Biographie
Tsendiin Damdin participe aux Jeux olympiques d'été de 1980 à Moscou en catégorie des moins de 65 kg et remporte la médaille d'argent. Il est battu en finale par le Soviétique Nikolaï Solodoukhine.